# Voy (álbum)
Voy es el nombre del álbum debut del cantante mexicano Alexander Acha, publicado en 2008 bajo el sello discográfico WL Latina. Todas las canciones fueron compuestas por el mismo Alexander, siendo grabado entre Faenza, Italia y Los Ángeles, USA. 
El álbum alcanzó el #2 en el Mexican Top 100 Álbumes en México y el #12 en el Latin Pop Albums en Estados Unidos. 
Voy fue certificado con disco de oro en México por Amprofon al vender más de 50 mil copias en el país, más otro disco más de oro por las altas ventas de su primer sencillo Te amo también en México. Gracias a este álbum Alexander gana en noviembre del 2009 el premio Grammy Latino al mejor nuevo artista.

## Sencillos
Su primer sencillo fue la balada Te amo, la cual se mantuvo 6 semanas consecutivas en el #1 de Monitor Latino de México, también alcanzó el #2 en Los  40 Principales México y el #1 del México Español Airplay. Por su parte en Estados Unidos alcanzó el #35 en el Latin Pop Airplay y #47 del Hot Latin Songs ambas listas de Billboard, así mismo alcanzó el número #3 en Monitor Latino de Argentina tras ser utilizada en 2009 como parte de la banda sonora de la teleserie Valientes de Canal 13. la canción también fue muy popular en otros países de centro y Sudamérica como Costa Rica, Honduras, Guatemala, Bolivia, Panamá y Chile.
El segundo sencillo fue el tema pop Mujeres, el cual alcanzó el puesto #6 en Monitor Latino en México. La canción fue usada por las tiendas Famsa, como parte de la campaña comercial del día de las madres en México durante el 2009.
El tercer y último sencillo fue el tema pop Voy.

## Lista de canciones
Voy (Edición estándar)
1. Voy
2. Palabra de la que mi madre le encanta
3. Te Amo
4. El Uno Pa' El Otro
5. Ay Ay Ay
6. Mujeres
7. Niña Y Mujer
8. Soy Un Huracán
9. Universo De Flores
10. Miedo
11. Con Un Beso
12. Sigo Adelante
13. Por Él

Voy X + (Edición especial)
1. Voy
2. Cuando Me Miras (Ya No Sé Que)
3. Te Amo
4. El Uno Pa' El Otro
5. Ay Ay Ay
6. Mujeres
7. Niña Y Mujer
8. Soy Un Huracán
9. Universo De Flores
10. Miedo
11. Con Un Beso
12. Sigo Adelante
13. Por Él
14. Te Amo (Ranchera)
15. Te Amo (Remix)
16. Te Amo (Demo)
17. Mujeres (Remix)
18. Soy Un Huracán (Demo)
19. Por La Ciudad (Track Inédito)

© MMVIII. Warner Music México S.A. de C.V. A Warner Music Group Company.